# 東方三月精
『東方三月精』（とうほうさんげつせい）は、角川書店刊の雑誌『月刊コンプエース』で東方Projectを題材にして連載された漫画作品である。原作はZUNで、作画は当初松倉ねむが担当していたが連載途中で比良坂真琴に交代している。
本作では、主人公である3人の妖精たち（光の三妖精）が巻き起こす数々のいたずらや騒動がストーリーの基本となる。タイトルの「三月精」（さんげつせい）は、日・月・星を総称する熟語「三精」と、日（SUN）・月（げつ）・星（せい）をかけたもので、光の三妖精をあらわしている。ZUNによると「普段は雑魚以下の妖精を主役に持ってきた」「三月精はゲームの漫画化でなくて、出所不明の漫画にしたかった」とのこと。作画担当の比良坂真琴は、話や台詞以外の絵的なことはほとんど一任されているが、「身長比」だけは正確に描けるように、新しい登場人物があるたびに原作者のZUNに確認をとっているとしている。
シリーズ累計販売部数は、角川グループホールディングスの2010年3月期の発表（「Strange and Bright Nature Deity」完結時点）で40万部。
本項では、以降は『三月精』と称することとする。その他の本項で使用されている東方Project関連の略称については、東方Project#凡例を参照。

## 概要
松倉が作画を務めた『三月精 第1部』と、比良坂が作画を務めた『三月精 第2部』『三月精 第3部』『三月精 第4部』がある。
東方三月精 〜 Eastern and Little Nature Deity
「とうほうさんげつせい イースタン・アンド・リトル・ネイチャー・デューティー」。『コンプエース』の創刊号であるVol.01（2005年3月刊）からVol.06（2006年3月刊）まで連載されていた作品。第0話から第5話まであり、全6話である。作画担当は松倉ねむである。本作は『三月精』の「第一部」とされている。
主に、光の三妖精が博麗霊夢と霧雨魔理沙に対して悪戯を仕掛ける話が展開される。雑誌連載時の作品には光の三妖精と霊夢、魔理沙以外の登場人物が現れないが、単行本収録の書き下ろし部分では十六夜咲夜とレミリア・スカーレットも少しだけ登場している。
雑誌掲載の「第0話 桜の距離」に関して、ZUNは「導入にも当たらない部分から始まります」と言っており、ストーリーが中途半端に終わっている。その後『コンプエース』Vol.02からVol.06に掲載されたコーナー「上海アリス通信 三精版」に、「第0話 桜の距離 つづき･･･？」と題した4コマ漫画が比良坂真琴による作画で掲載された。単行本では松倉ねむによる第0話の続きが最後まで書き足されている。
作画担当の松倉が体調不良により途中降板し、第5話で終了。『コンプエース』VOL.07からは作画担当と副題が変更されて「新章」が始まることになる。
単行本では本編である第0話から第5話までと、雑誌連載時に共に掲載された「上海アリス通信 三精版」第1号から第5号までに加え、ZUNのインタビュー記事とZUNの書き下ろし短編小説「月の妖精」（挿絵：綾見ちは）を収録し、ZUNによる音楽CDが付属している。音楽は主人公である三妖精のテーマとなる「サニールチルフレクション」（サニーミルクのテーマ）、「夜だから眠れない」（ルナチャイルドのテーマ）、「妖精燦々として」（スターサファイアのテーマ）の3曲を収録。このほか、東方Projectの紹介や、東方Projectに関連するものの紹介などが新規に収録されているが、多くの誤植や誤表記があったため、後にZUN監修による正誤表が発表されている。角川書店では、この単行本を「コミックス」ではなく「ゲーム関連単行本」「ファンブック」に分類している。
『三月精 第2部』単行本第2巻のあとがきでZUNが「（『三月精 第1部』に収録されているCDの曲は）今は手に入りにくくなった」とコメントしており、その時点で『三月精 第1部』の単行本は絶版となっていた。『三月精 第1部』単行本に収録の楽曲3曲は、『三月精 第2部』単行本第2巻に再録されている。
東方三月精 〜 Strange and Bright Nature Deity
「とうほうさんげつせい ストレンジ・アンド・ブライト・ネイチャー・デューティー」。作画担当が比良坂真琴に変わり、『コンプエース』Vol.07（2006年5月刊）から連載開始した。『三月精』の「第2部」にあたる。
光の三妖精が、幻想郷の様々な所へ行って悪戯を仕掛ける。このシリーズから、霊夢と魔理沙以外の人物も登場する。登場人物が増えた理由は「三妖精だけでは話が作りにくく、キャラを出した方が話が作りやすいから」。隔月刊だった『コンプエース』はVol.10から月刊となり、『三月精 第2部』はVol.11掲載話から前編後編の形を取っている。『コンプエース』が月刊化する際には、『コンプティーク』に比良坂による『三月精』の紹介漫画が掲載されている。
『月刊コンプエース』2009年3月号にて最終回を迎え、光の三妖精が今まで過ごしてきた魔法の森の木から、博麗神社の付近に現れた巨大な大木へと住居の引っ越しを行い、それに伴って新タイトルへの移行が発表された。『月刊コンプエース』2009年5月号には『三月精 第2部』の番外編「三妖精の一日」が掲載されている。
単行本は3巻まで刊行されている。第1巻には第1話から第8話と、書き下ろしの漫画「酒三杯にして……」を収録。第2巻には第9話から第16話と、『コンプティーク』に掲載された紹介漫画、書き下ろし漫画「妖精大戦争」を収録。第3巻には第17話から第25話と番外編、書き下ろし漫画「三妖精の一日 つづき」を収録している。3巻とも、ZUNによる音楽CDが付属している。「上海アリス通信 三精版」の『三月精 第2部』相当分は収録されていない。
東方三月精 〜 Oriental Sacred Place
「とうほうさんげつせい オリエンタル・セイクリッド・プレイス」。『三月精』の「第3弾」である。作画は引き続き比良坂真琴が担当し、『月刊コンプエース』2009年7月号から連載開始となった。第8話までは1つのエピソードを前編・後編の2話に分けて毎月連載していたが、第9話以降は基本的に1話完結・隔月連載となる。本作の最終話で、『三月精』はシリーズ完結となった。
単行本は3巻まで刊行されている。第1巻には第1話から第8話、第2巻には第9話から第13話、第3巻には第14話から第18話を収録している。3巻とも、ZUNによる音楽CDが付属している。
東方三月精 〜 Visionary Fairies in Shrine.
「とうほうさんつげせい〜ビジョナリー・フェアリーズ・イン・シュライン」
『三月精』の「第4弾」(比良坂真琴 絵では第3弾)。前作『Oriental Sacred Place』で完結となったが、ファン待望の続編が『月刊コンプエース』2016年3月号から連載開始。作画は第3部と引き続き比良坂真琴が担当。連載当初から2018年3月号までは3ヶ月に1度の連載として続いていたが、2018年4月号以降は隔月や月ごとの掲載になり不定期な形になっている。
一巻には光の三妖精のフィギュア付き限定版が発売された。

### 上海アリス通信 三精版
「上海アリス通信 三精版」とは、『コンプエース』連載時、各話に1ページずつ設けられていた東方Projectに関するコーナーである。ZUNによる漫画の内容や登場人物の補足、ZUNのコラム「天声神語」、ゲーム作品や音楽作品の紹介などが掲載されている。
『コンプエース』Vol.02（『三月精 第1部』第1話掲載号）からVol.09（『三月精 第2部』第3話掲載号）まで、全8回に渡って連載されていた。『コンプエース』が月刊化したVol.10以降はコーナーがなくなったが、Vol.11（『三月精 第2部』第5話掲載号）に限り、『三月精 第1部』の単行本化を記念して「上海アリス通信 三精版 号外」として復活している。回数表記は「号」で、「上海アリス通信 三精版」は第1号から第8号までと号外が存在することになるが、途中から誤植により回数表記がずれている（後述）。
『コンプエース』Vol.02からVol.06までの掲載分（第1号から第5号に相当）では、比良坂真琴による4コマ漫画「第0話 桜の距離 つづき…？」を掲載している。その他、同Vol.08での掲載分（第7号に相当）ではさとPON、同Vol.09（第8号に相当）ではシロガネヒナによるイラストが使用されている。
回数表記は、『コンプエース』Vol.05以降、誤植で回数表記が一つずつ前にずれている。すなわち、第3号表記のものが重複しており第7号で終わっており第8号がない。このうち、『三月精 第1部』相当分（第1号から第5号に相当）は、単行本化の際に正しい回数表記に直されている。『三月精 第2部』相当分（第6号から第8号と号外に相当）は単行本未収録であり、雑誌掲載時の誤植が直される機会が無かった。

## 登場人物
光の三妖精
東方三月精シリーズの主役である3人の妖精。「光の三妖精」という名称は、『三月精 第2部』第1巻の帯などに書かれているほか、『三月精 第1部』第5話では「深山の大天狗」という天狗から3人合わせてそう呼ばれている。『三月精 第2部』第5話では三妖精のひとりであるスターサファイアが名称について一部言及している。
妖精は普通は単独行動するもので仲間と共に行動する妖精は珍しいが、この3人はよく行動を共にしている。
当初は魔法の森の大木の中に住んでいたが、『三月精 第2部』第25話から博麗神社の裏の大木に住み始めた。いつかは博麗神社を乗っ取ろうと企んでいる。魔法の森の大木にある彼女たちの個室の天井は、1メートル程度の高さしかない。
彼女らはそれぞれ身を隠すのに便利な能力を持っているが、一部の能力は鈴仙・優曇華院・イナバ（『三月精 第2部』第3話）や小野塚小町（同・第4話）などに通用していない描写がある。
サニーミルク
本作の主人公。日の光の妖精。他の三妖精からは「サニー」と呼ばれる。｢光の屈折を操る程度の能力｣を持ち、光を屈折させて人間に虚像を見せて道に迷わせたり、自分たちの姿を見えなくしたりする。だが雨の日などは不自然でかえって目立つ。
日の光を浴びることで怪我を治癒する。一応、三妖精のリーダー格で、3人の中で最も頭は切れ、表情豊かで明るく、元気もある。
ルナチャイルド
月の光の妖精。他の三妖精からは「ルナ」と呼ばれる。｢周りの音を消す程度の能力｣を持つ。だが音が鳴っている環境で急に音が止むと不自然でかえって目立つ。
月の光を浴びることで怪我を治癒する。3人の中では一番残酷な性格であり、その性格ゆえに自室も自然を感じさせない、妖精としては不自然な部屋になっている。八雲紫によれば「（三妖精の中で）最も妖怪に近い」が、ルナがサニーとスターに振り回されているのはそのせいだという。ただし、作中では残酷で妖怪に近いといった描写は特にない。
十六夜の日には欠けた月から物が落ちてくると考えており、その日になると様々な物を拾ってくる。その物で自室を地上の月にすることで、自身の力だけでも悪戯できるような力を持とうと考えている。
「文々。新聞」を読んでるシーンが度々登場する。幻想郷の妖精としては珍しく、夜に出歩く姿がよく目撃され、コーヒーや蕗の薹などを好む。
スターサファイア
星の光の妖精。他の三妖精からは「スター」と呼ばれる。天球を彷徨う惑星のように捉えどころがない性格だが、いずれは北極星のような安定した強い存在になることを目指している。｢動くものの気配を探る程度の能力｣を持ち、三妖精の中ではレーダー的な役回りで、悪戯する際には間接的ながら重要なポジションだが、性格のせいか悪戯は失敗することが多い。三妖精の中では唯一天候に影響を受けず、怪我はゆっくりと回復する。
博麗霊夢
博麗神社の巫女。人間。類稀な幸運と直感を持っており、知らないうちに三妖精の悪戯を退けたりもしていた。連載途中から三妖精の悪戯の被害にあう姿が増えてくる。
霧雨魔理沙
魔法使いの少女。人間。しばしば博麗神社に遊びに来て、霊夢とつるんでいる。時折、光の三妖精と馴れ合う姿も見られる。三妖精は彼女の店にとって初めての客になった。
クラウンピース
Visionary Fairies in Shrine.の主人公。光の三妖精にクラウンピースが加わるという形になっている。クラウンピースの主人であるヘカーティア・ラピスラズリも登場、彼女から与えられた課題をこなしながら、とある目的のため幻想郷で暮らすことを命じられる。
連載再開が決定したのはクラウンピースが登場する紺珠伝の発売前であったこともあり、当初は登場の予定ではなかったが、紺珠伝と三月精の連載が重なり登場することになったことが明かされている。
この他にも、多数の登場人物がある。

## 他作品との関連
東方儚月抄 〜 Silent Sinner in Blue. （コミック）
「第二部」第1話「賢者の計画」の八意永琳の回想で、「第一部」第3話「月の画餅」の十六夜の月の晩にルナチャイルドが拾った旗を、おもちゃにしている三妖精が描写されている。
妖精大戦争 〜 東方三月精（ゲーム）
光の三妖精がボスキャラクターとして登場する。「第二部」第2巻に収録されている書き下ろし漫画「妖精大戦争」が、ゲームのプロローグ（前日譚）になっており、ゲームでのエピソードはその続きという体裁をとる。ゲーム中の登場人物イラストは比良坂真琴が担当している。ゲームBGMとして『三月精 第2部』第2巻収録の「可愛い大戦争のリフレーン」が使用されている。
また逆に、ゲームで使用された曲のアレンジ版が『三月精 第3部』単行本に収録されている。

## 既刊一覧
- 東方三月精 Eastern and Little Nature Deity
  - 原作：ZUN、漫画：松倉ねむ
    - 2007年1月26日初版発行、角川書店 ISBN 4047072346
- 東方三月精 Strange and Bright Nature Deity
  - 原作：ZUN、漫画：比良坂真琴
    - 第1巻 2008年1月26日初版発行、角川書店 ISBN 978-4-04-854152-7
    - 第2巻 2009年2月18日初版発行、角川書店 ISBN 978-4-04-854213-5
    - 第3巻 2009年8月28日初版発行、角川書店 ISBN 978-4-04-854365-1
- 東方三月精 Oriental Sacred Place
  - 原作：ZUN、漫画：比良坂真琴
    - 第1巻 2010年3月27日初版発行、角川書店 ISBN 978-4-04-854455-9
    - 第2巻 2011年3月26日初版発行、角川書店 ISBN 978-4-04-854617-1
    - 第3巻 2012年3月26日初版発行、角川書店 ISBN 978-4-04-120157-2
- 東方三月精 Visionary Fairies in Shrine.
  - 原作：ZUN、漫画：比良坂真琴
    - 第1巻 2018年1月26日初版発行、KADOKAWA ISBN 978-4-04-105805-3
    - 第2巻 2018年10月25日初版発行、KADOKAWA ISBN 978-4-04-107357-5
    - 第3巻 2019年12月26日初版発行、KADOKAWA ISBN 978-4-04-108773-2